# Station Minkowice
Station Minkowice is een spoorwegstation in de Poolse plaats Minkowice.